# Archaeothyris
Archaeothyris je považován za nejstaršího známého savcovitého plaza, velmi podobného druhu Hylonomus. Objeven byl ve východní Kanadě, konkrétně v dnešním Novém Skotsku, které bylo v té době obklopeno bažinami. Reprezentuje jej pouze neúplná lebka a kostra, nalezené na zkamenělém kmeni stromu. Tyto nálezy se řadí do období karbonu.

## Charakteristika
Díky protáhlé lebce s úzkým čenichem a velkými očnicemi připomínal spíše ještěra než savce. Od hlavy k ocasu měřil kolem 50 centimetrů. Zuby Archaeothyrise byly špičaté, kolíkovité a jejich délka byla značně rozmanitá. Byly přizpůsobeny k drcení krunýřů brouků a jiného hmyzu, který byl v teplých a vlhkých lesích, kde žil, velmi hojný.
Typickým znakem Archaeothyrise byly otvory za očnicemi, které pravděpodobně sloužily k úponům žvýkacích svalů. Právě přítomnost těchto otvorů, vyskytujících se u všech savců, dokazuje, že se skutečně jedná o plaza savcovitého.